# Samakkhixai
Samakkhixay là một huyện (muang, mường) của tỉnh Attapeu ở phía nam đất nước Lào . Huyện này giáp với huyện Sanxai cùng tỉnh ở phía Đông và huyện Sanamxai ở phía Tây. Thị trấn Attapeu vùa là huyện lỵ của huyện này, vừa là tỉnh lỵ của tỉnh Attapeu.